# 505. padalski pehotni polk (ZDA)
505. padalski pehotni polk je padalska enota Kopenske vojske Združenih držav Amerike v sestavi 82. zračnoprevozne divizije.

## Zgodovina
Polk je bil ustanovljen 6. julija 1942 v Fort Benningu. Februarja 1943 je bil dodeljen 82. zračnoprevozni diviziji, kjer je zamenjal 326. jadralni pehotni polk. Med vojno je polk opravil 4 bojne skoke.